# دان شيريدان
دان شيريدان (بالإنجليزية: Dan Sheridan)‏ هو ممثل أيرلندي، ولد في 3 سبتمبر 1916 في جمهورية أيرلندا، وتوفي في 29 يونيو 1963 في الولايات المتحدة.

## وصلات خارجية
- دان شيريدان على موقع IMDb (الإنجليزية)
- دان شيريدان على موقع قاعدة بيانات الفيلم (الإنجليزية)